# Amanda Mijangos
Amanda Mijangos Quiles (Ciudad de México, 1986) es una ilustradora mexicana, ganadora del VII Catálogo Iberoaméricailustra Fundación SM y FIL Guadalajara.

## Trayectoria
Nació en la Ciudad de México en el año 1986. Es egresada de la Facultad de Arquitectura y del Diplomado en Ilustración de la Academia de San Carlos, UNAM. Estudió Ilustración en Buenos Aires, Argentina en el taller de Daniel Roldán.
Ganadora de la Trienal de ilustración de Tallin Estonia en 2020, de la octava edición del Catálogo Iberoaméricailustra en 2017 convocado por la Fundación SM y la FIL Guadalajara. y Mención Honorífica en Sharjah Childrens Reading Festival, Seleccionada en la Bienal de Ilustración de Bratislava, en el Catálogo White Ravens de la International Youth Library en 2017. y en el Banco del Libro de Venezuela 2020.

## Obras
- El sueño de una alubia, Eduardo Cabrera. Ediciones Castillo, 2014.
- Así era Monte Albán, Ave Barrera. Editorial Fundación Armella Spitalier, 2015.
- Yo te pego, tú me pegas, Antonio Ramos Revillas, Editorial 3Abejas, 2016.[5][6]
- Así era Tulúm, Ave Barrera, Editorial Fundación Armella Spitalier, 2017.
- Diccionario de mitos clásicos, María García Esperón y Aurelio Gonzáles Ovies, Editorial El Naranjo, 2017.[7]
- El libro de la selva de Rudyard Kipling, Editorial Castillo 2017.[8]
- Diccionario de mitos de América, María García Esperón, Editorial El Naranjo, 2018.[9]
- Las etapas del día, 50 años del premio de poesía Aguascalientes, FCE, 2018
- Antología de poesía amorosa, Jaime Sabines, Editorial Planeta, 2018
- Diccionario de Mitos de Asia, María García Esperón, Ediciones El Naranjo, 2019
- Jomshuk, niño y dios maíz, Adolfo Córdova, Ediciones MacMillan-Castillo. Ilustraciones colaboración Armando Fonseca-Amanda Mijangos, 2019
- SOMBRAS, Eduardo Carrera, Editorial loqueleo, 2019
- Parentalia, Alfonso Reyes, Fondo Editorial de Nuevo León, 2020
- Las Ovejas, Micaela Chirif, Limonero, 2020
- ¿Cómo se protegen?, Clementina Equihua, FCE, 2020
- El Mar, Micaela Chirif,  FCE-Fundación para las Letras Mexicanas, Ilustraciones colaboración Armando Fonseca - Juan Palomino -Amanda Mijangos, 2021